# Super Mario Spikers
Super Mario Spikers es un videojuego cancelado desarrollado por Next Level Games, cuyo lanzamiento estaba previsto para la consola de videojuegos Wii. Se trabajó en el juego en 2006 y 2007, pero nunca se anunció formalmente como un título en desarrollo hasta que se filtró un prototipo en 2014.

## Jugabilidad
El juego fue descrito como un híbrido de voleibol y lucha libre, con elementos de un programa de juegos.

## Desarrollo
El desarrollo del juego comenzó a finales de 2006, poco después de que Next Level Games completara Mario Strikers Charged. Como recompensa por el éxito de las dos adaptaciones anteriores de Mario Strikers de la franquicia Mario al mundo del fútbol, y el éxito general de Nintendo con la creación adaptaciones deportivas con personajes de Mario, Nintendo financió los esfuerzos de Next Level Games para crear un campo para un juego de voleibol. El título comenzó como Mario Voleibol, una versión simple de los personajes de Mario que juegan voleibol, similar a Mario Golf o Mario Tenis. Con el tiempo, el equipo de desarrollo decidió implementar elementos de lucha libre en el juego, cambiando el título a "Super Mario Spikers" y agregando una jugabilidad más agresiva, haciéndolo más similar a sus dos juego de fútbol de "Mario" anteriores tanto en título como en concepto. Este movimiento se inspiró en la participación de Next Level Games en el desarrollo de un juego de WWE cancelado antes de Super Mario Strikers.
Inicialmente, Nintendo estuvo abierto a la idea, dando el presupuesto para seguir adelante como recompensa por completar Mario Strikers Charged. Sin embargo, después de que Nintendo vio el lanzamiento del equipo, no fue luz verde debido al nivel de violencia presente. Se creó un prototipo jugable antes de que cesara el desarrollo en 2007. Un miembro anónimo del equipo de desarrollo declaró que el juego que choca con el "código de honor" de Nintendo fue el motivo de su rechazo.

## Consecuencias y legado
El juego no se anunció hasta que el sitio web de videojuegos "Unseen 64" filtró información sobre él en septiembre de 2014. Solo se publicaron imágenes de prueba y arte conceptual del proyecto. A pesar de que Nintendo pasó el juego, Next Level Games continuaría trabajando con Nintendo y sus propiedades, y el equipo desarrollaría a continuación el Punch-Out!! de la consola Wii, y Luigi's Mansion: Dark Moon.
Los periodistas de videojuegos lamentaron la cancelación del juego. IGN lo incluyó en su función de octubre de 2014 de "10 cancelaciones de juegos más desgarradoras", comparando el potencial del juego con U.S. Championship V'Ball. El escritor de Kotaku Alex Walker lo incluyó en su lista de juegos cancelados que Nintendo podría revivir. GamesRadar sintió que era comprensible por qué Nintendo no dio luz verde al proyecto, citando una animación en la que Waluigi pisotea a un Mario derribado como extremadamente violento para un juego de Mario.